# Tecupa
Tecupa là một chi bướm ngày thuộc họ Bướm nâu.